# Orectognathus robustus
Orectognathus robustus é uma espécie de formiga do gênero Orectognathus, pertencente à subfamília Myrmicinae.